# 京都競馬倶楽部
京都競馬倶楽部（きょうとけいばくらぶ）は、かつて競馬を施行していた団体で競馬倶楽部の一つ。1907年3月15日に京都競馬会として設立、1910年に改称され1937年5月31日に解散した。

## 解説
馬券発売が黙許されていた1907年3月に京都競馬会として設立され、翌1908年5月16日に京都市下京区に設けられた島原競馬場で競馬の開催が始まったが、同年10月に馬券発売が禁止され秋季開催は政府からの補助金を受け開催。そして1910年には馬政長官からの命令を受け京都競馬倶楽部に改称し、同年6月18日から倶楽部としての競馬を始めた。1912年末には島原競馬場の賃借期限が迫り、また火災で競馬場が焼失する被害を受けたため、1913年に競馬場を京都府船井郡須知町（現 京丹波町、旧 丹波町）に移転し1923年春季まで競馬が開催された。
1923年に（旧）競馬法が公布されたのを機に、1924年に競馬場が京都市伏見区に移転することが決まり同年の競馬開催は中止。1925年春季は阪神競馬倶楽部の鳴尾競馬場を借りて代替開催をしたが、これが競馬法に基づき馬券発売の伴う初の競馬開催となった。そして同年12月1日に現在の京都競馬場が竣工し同月5日から競馬の開催が始まった。
1928年春季には連合競走の牝馬版である各内国産牝馬連合競走が創設され1937年秋季まで施行された。
1936年12月10日に日本競馬会が設立されたのに伴い、1937年1月に倶楽部主催として最後の競馬が開催され、同年5月31日に日本競馬会に統合される形で解散した。